# Mądra Książka Roku
Mądra Książka Roku – nagroda literacka dla najlepszej książki popularnonaukowej wydanej w języku polskim przyznawana przez Uniwersytet Jagielloński za pośrednictwem portalu internetowego Mądre Książki.

## Najlepsza książka popularnonaukowa dla dorosłych
- 2024 - Siddhartha Mukherjee, Pieśń komórek. Nowa epoka medycyny, tłum. Jan Dzierzgowski[2]
- 2023 – Rob Dunn, Historia naturalna przyszłości. Co prawa przyrody mówią o losie człowieka, tłum. Krzysztof Skonieczny[3]
- 2022 – Kevin Peter Hand, Pozaziemskie oceany. Poszukiwanie życia w głębinach kosmosu[4]
- 2021 – Carl Zimmer, Planeta wirusów. Czy wirusy sterują życiem na Ziemi?[5].
- 2020 – Larry Wolff, Wynalezienie Europy Wschodniej. Mapa cywilizacji w dobie Oświecenia[5]
- 2019 – Benjamin K. Bergen, What the F. Co przeklinanie mówi o naszym języku, umyśle i nas samych[5]
- 2018 – Ed Yong, Mikrobiom. Najmniejsze organizmy które rzadzą światem[5]
- 2017 – Michael J. Benton, Gdy życie prawie wymarło. Tajemnica największego masowego wymierania w dziejach Ziemi[5]
- 2016 – Leonard Mlodinow, Krótka historia rozumu. Od pierwszej myśli człowieka do rozumienia Wszechświata[5]
- 2015 – Svante Pääbo, Neandertalczyk. W poszukiwaniu zaginionych genomów[5]

## Najlepsza książka popularnonaukowa dla dzieci
- 2024 - Boguś Janiszewski, Agnieszka Jankowiak-Maik, Max Skorwider (ilustracje), Skąd się wzięła Polska?[2]
- 2023 – Adam Mirek, Katarzyna Cerazy (ilustracje), Bebechy czyli ciało człowieka pod lupą[3]
- 2022 – Łucja Malec-Kornajew, Złoty pociąg i inne największe zagadki historii sztuki w Polsce[4]
- 2021 – Piotr Socha, Monika Utnik, Brud. Cuchnąca historia higieny[5]
- 2020 – Joanna Guszta, Przemek Liput, Miasto Potwór[5]
- 2019 – Gerda Raidt, Śmieci[5]
- 2018 – Nikola Kucharska, Katarzyna Gładysz, Joanna Wajs, Paweł Łaczek, Zwierzęta, które zniknęły. Atlas stworzeń wymarłych[5]
- 2017 – Catherine Ripley, Dlaczego? Księga najlepszych pytań i odpowiedzi na temat nauki, przyrody i świata[5]
- 2016 – Dominic Walliman, Atomowa przygoda profesora Astrokota[5]
- 2015 – Katarzyna Radziwiłł, Jak zdobyć Nagrodę Nobla?[5]

## Inne nagrody

### Nagroda społeczności akademickiej UJ
- 2024 - Adam Mirek, Katarzyna Cerazy (ilustracje), Glutologia. Jak się nie dać mikropaskudom, wstrętnym robalom i podstępnym chorobom[2]
- 2023 – Joanna Kuciel-Frydryszak, Chłopki. Opowieść o naszych babkach
- 2022 – Brian Hare, Vanessa Woods, Przetrwają najżyczliwsi. Jak ewolucja wyjaśnia istotę człowieczeństwa?, tłum. Kasper Kalinowski
- 2021 – Jacques Le Goff, Czy naprawdę trzeba dzielić historię na epoki?, tłum. Wanda Klenczon
- 2020 – Tomasz Rożek, Nauka. To lubię. Od ziarnka piasku do gwiazd
- 2019 – Artur Wójcik, Fantazmat Wielkiej Lechii. Jak pseudonauka zawładnęła umysłami Polaków
- 2018 – Yuval Noah Harari, Homo deus. Krótka historia jutra, tłum. Michał Romanek
- 2017 – Jerzy Vetulani, Maria Mazurek, Marcin Wierzchowski, Sen Alicji, czyli jak działa mózg

### Nagroda internautów i czytelników Dziennika Polskiego
- 2024 - Paulina Łopatniuk, Dama z grasiczką[2]

### Nagroda internautów i czytelników Gazety Wyborczej
- 2023 – Adam Zbyryt, Sensacyjne życie ptaków. Pierzaste wampiry, tęczowe albatrosy i trujące przepiórki
- 2022 – Łucja Malec-Kornajew, Aleksandra Gołębiewska (ilustracje), Złoty pociąg i inne największe zagadki historii sztuki w Polsce
- 2021 – Jakub Małecki, Julita Mańczak, Początek końca? Rozmowy o lodzie i zmianie klimatu
- 2020 – Tomasz Rożek, Nauka. To lubię. Od ziarnka piasku do gwiazd
- 2019 – Marcin Jamkowski i Maciej Szymanowicz (ilustracje), Wielcy naukowcy

### Nagroda Redaktorów Portalu Mądre Książki
- 2020 – Rob Dunn, Nie jesteś sam w domu, tłum. Krzysztof Skonieczny
- 2019 – Seth Mnookin, Wirus paniki, tłum. Hanna Pustuła-Lewicka
- 2018 – Julia Shaw, Oszustwa pamięci, tłum. Anna Cichowicz, konsultacja naukowa dr Marek Binder
- 2017 – Marcina Rotkiewicza, W królestwie monszatana. GMO, gluten i szczepionki
- 2016 – Temple Grandin, Richard Panek, Mózg autystyczny. Podróż w głąb niezwykłych umysłów, tłum. Krzysztof Mazurek
- 2015 – Frans de Waal, Małpa w każdym z nas, tłum. Krzysztof Kornas

### Nagroda Internautów
- 2018 – Agnieszka Kossowska, Duże sprawy w małych głowach
- 2017 – Jerzy Vetulani, Maria Mazurek, Marcin Wierzchowski, Sen Alicji, czyli jak działa mózg
- 2016 – Andrzej i Marta Goworscy, Naukowcy spod czerwonej gwiazdy

### Nagroda Działu Promocji i Informacji UJ
- 2015 – David McCandless, Informacja jest piękna, tłum. Olga Siara